# Pupi Campo
Pupi Campo (eigentlich Cacinto Campillo, * 1. Mai 1920 in Havanna; † 12. Dezember 2011 in Las Vegas) war ein aus Kuba stammender amerikanischer Perkussionist und Bandleader des Latin Jazz.

## Leben und Wirken
Pupi Campo kam mit 16 Jahren in die Vereinigten Staaten; dort war er in den 1950er Jahren ein erfolgreicher Bandleader des Mambo und der auch erste Latino, der als regulärer Musiker im US-Fernsehen spielte, als er 1954 sein Debüt in The Morning Show (CBS) von Jack Paar hatte. Er spielte u. a. mit Charlie Palmieri, Tito Puente, Steve Berrios, Joe Loco, Manny Oquendo und Cachao Lopez. Campo trat auch in der Ed Sullivan Show und in Name of the Game auf; außerdem konzertierte er in bekannten New Yorker Nachtclubs, wie im Paramount Theater, Capitol Theater und im Chateau Madrid. 1959 hatte er eine Rolle in dem Spielfilm Eine Nummer zu groß (A Hole in the Head) (Regie: Frank Capra). 1970 eröffnete er die Show Cleopatra's Barge im Caesars Palace von Las Vegas, wo er fast ein Jahrzehnt ein Engagement hatte. Campo war mit Betty Clooney, der Schwester der Sängerin Rosemary Clooney verheiratet, mit der er vier Kinder hatte.

## Diskographische Hinweise
- Rhumbas & Mambos 1948-51
- Pupi Campo and His Orchestra / Miguelito Cuba and His Orchestra – 12 Cha-Chas and Merengues (Hollywood Records)
- Pupi Campo and His Sextet – Mambo Americana Vol. 1 (Coral Records)

## Film
Pupi Campo trat 1959 im oscarprämierten Film Eine Nummer zu groß als Master of Ceremonies auf.